# Scherresbruch, Haberger Busch
Koordinaten: 51° 2′ 20″ N, 6° 17′ 54″ O

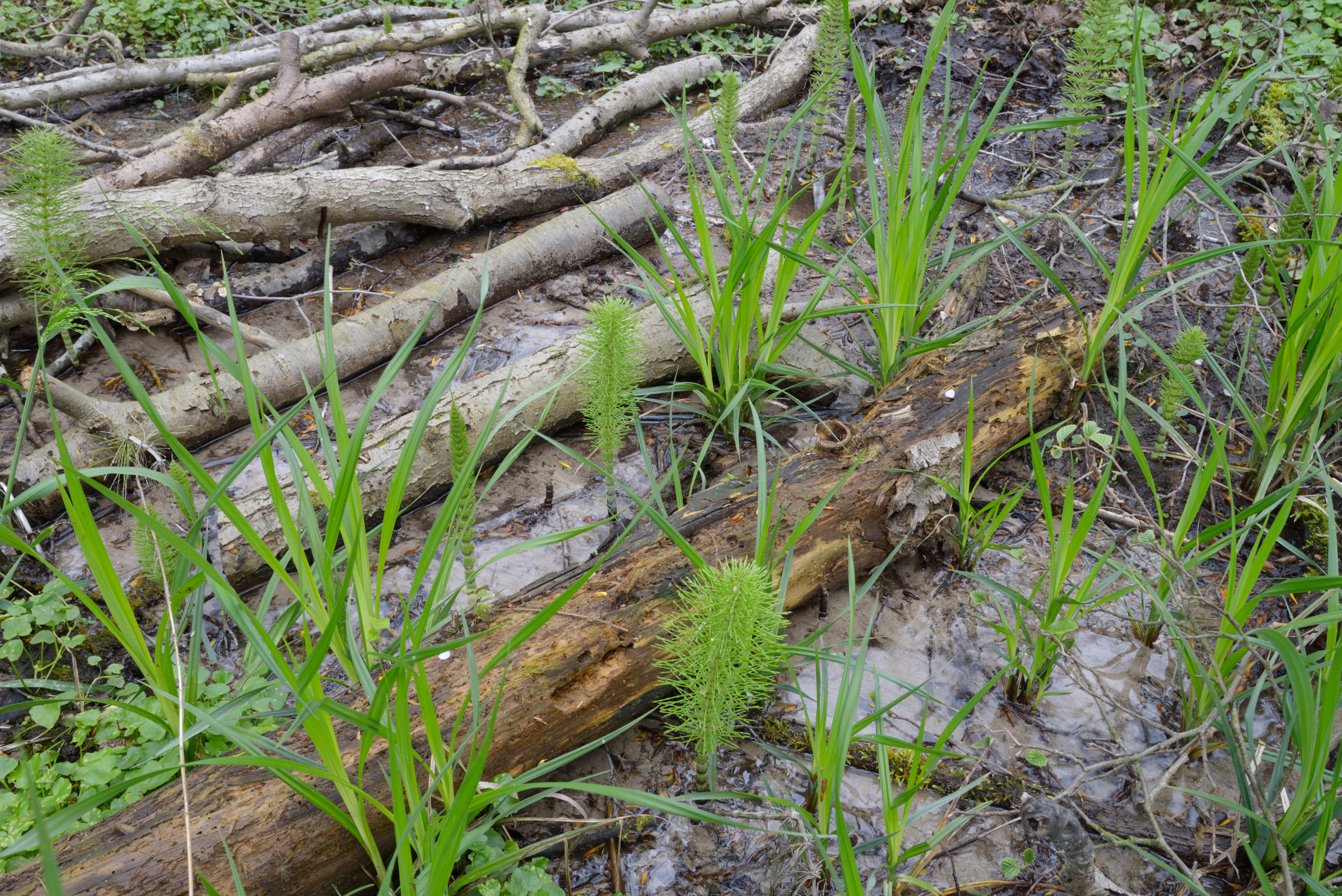
Naturschutzgebiet Scherresbruch, Haberger Busch (Mai 2015)

Das Naturschutzgebiet Scherresbruch, Haberger Busch liegt auf dem Gebiet der Städte Erkelenz und Hückelhoven im Kreis Heinsberg in Nordrhein-Westfalen.
Das Gebiet erstreckt sich südwestlich der Kernstadt Erkelenz, östlich der Kernstadt Hückelhoven und nordöstlich von Baal, einem Ortsteil von Hückelhoven. Am südwestlichen Rand des Gebietes verläuft die Landesstraße L 117 und westlich die B 57.

## Bedeutung
Das etwa 57,85 ha große Gebiet wurde im Jahr 1980 unter der Schlüsselnummer HS-002 unter Naturschutz gestellt.